# 手鎖の月
「手鎖の月」（てぐさりのつき）は、LUHICAの楽曲で、2枚目のシングル。2013年11月13日に発売された。
タイトル曲は、NHK総合テレビで放送された木曜時代劇『あさきゆめみし 〜八百屋お七異聞』の主題歌として使用されていた。カップリング曲は、石川セリの代表曲のカバー。前作に続き秋元康のプロデュース作品。

## 収録曲
1. 手鎖の月
(作詞：秋元康、作曲 : 川浦正大、編曲：近藤隆史、吉田武史、田中ユウスケ)
2. 八月の濡れた砂
(作詞：吉岡治、作曲 : むつひろし、編曲：立崎優介、吉田武史、田中ユウスケ)
3. 手鎖の月 〜English ver.〜
(英語訳詞：LUHICA)
4. 手鎖の月 〜off vocal ver.〜
5. 八月の濡れた砂 〜off vocal ver.〜